# Schwabenkrieg
Triesen · Hard · Bruderholz · Hallau · Schwaderloh · Frastanz · Calven · Dornach
Der Schwabenkrieg, in der Geschichtsschreibung auch als Schweizerkrieg oder als Engadiner Krieg bezeichnet, war ein von Januar bis September 1499 dauernder kriegerischer Konflikt zwischen einerseits der Schweizerischen Eidgenossenschaft und andererseits dem Haus Habsburg und seinem massgeblichen Verbündeten, dem Schwäbischen Bund, um die Vorherrschaft im habsburgisch-eidgenössischen Grenzgebiet. Wenngleich die Eidgenossen den Krieg militärisch gewannen, konnten sie dadurch keinen Gebietszuwachs verzeichnen.

## Politische Vorgeschichte

### Der Gegensatz zwischen Habsburg und der Eidgenossenschaft

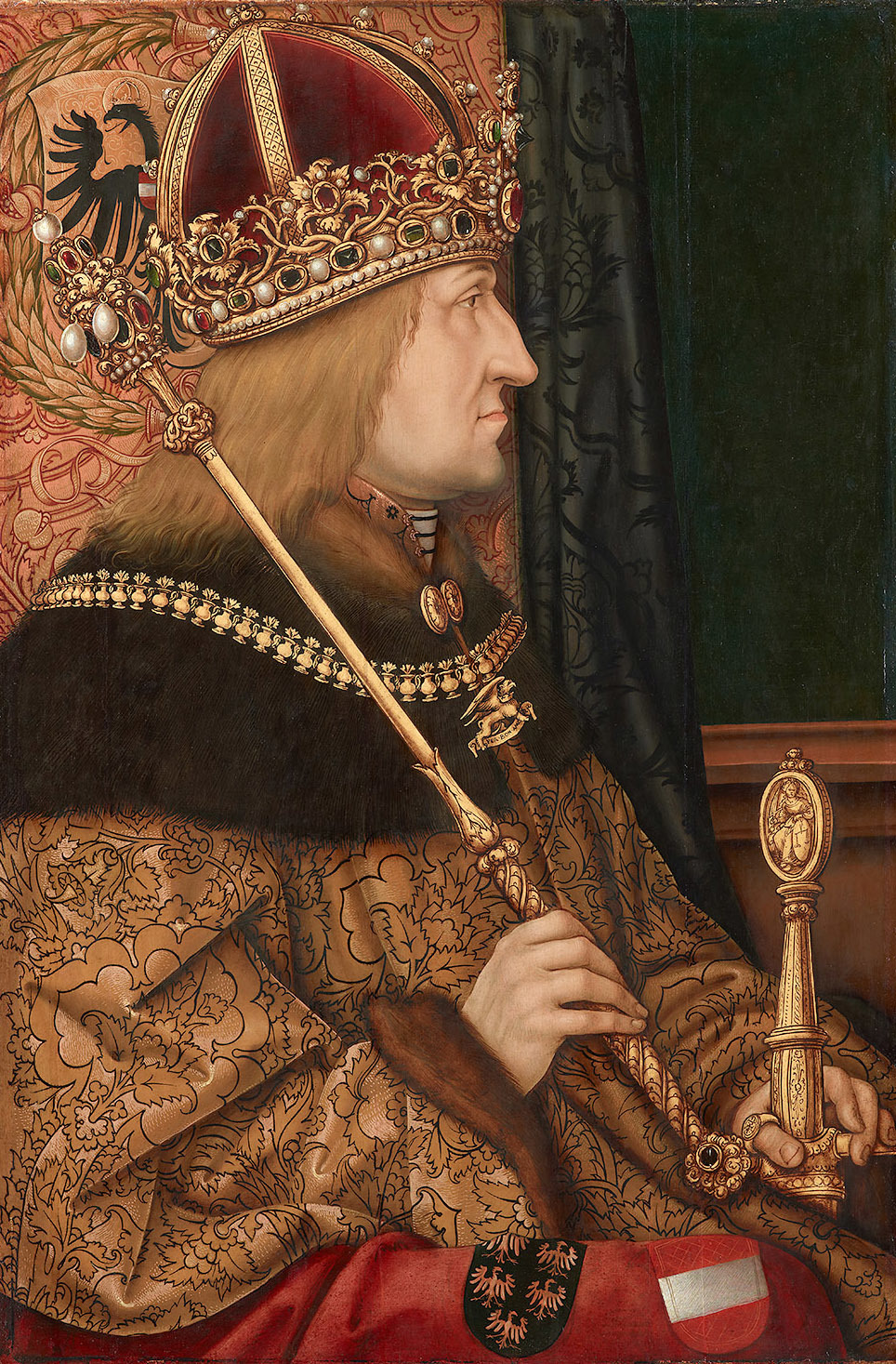
Der römisch-deutsche Kaiser Friedrich III. von Habsburg

Im 15. Jahrhundert hatte das Haus Habsburg als Ergebnis mehrerer Kriege alle seine Gebiete im schweizerischen Mittelland (1415 Aargau, 1460 Thurgau) mit Ausnahme des Fricktals an die Schweizerische Eidgenossenschaft verloren. Nach 1460 begannen verschiedene eidgenössische Orte, Bündnisse mit Reichsstädten nördlich des Rheins zu schliessen, so mit Schaffhausen, Rottweil, Mülhausen, Buchhorn und Wangen. Zürich und Bern bemühten sich zudem um die Stadt Konstanz, die das Hohe Gericht über die eidgenössische Gemeine Herrschaft Thurgau innehielt und auch sonst stark mit der Eidgenossenschaft verbunden war. Die Aufnahme einer weiteren grossen Stadt in den Bund wurde aber von den Landkantonen abgelehnt. Im Waldshuterkrieg von 1468 steckten die Eidgenossen dann auch den Sundgau als ihre Einflusszone ab. Schliesslich bestätigte der Triumph in den Burgunderkriegen klar ihre regionale Hegemonie. Auch der habsburgische Regent von Tirol und Vorderösterreich, Herzog Sigmund von Österreich, musste in der sog. Ewigen Richtung 1474 den Besitzstand der Eidgenossen anerkennen. Unversöhnlich gegen sie eingestellt blieb hingegen das Oberhaupt des Hauses Habsburg, Kaiser Friedrich III., der aber nur über das Erzherzogtum Österreich, die Steiermark und Kärnten herrschte. Trotzdem blieb dadurch für die Eidgenossenschaft die Gefahr habsburgischer Restitutionsversuche im Aargau und Thurgau bestehen.

### Der Wiederaufstieg des Hauses Habsburg und der Schwäbische Bund

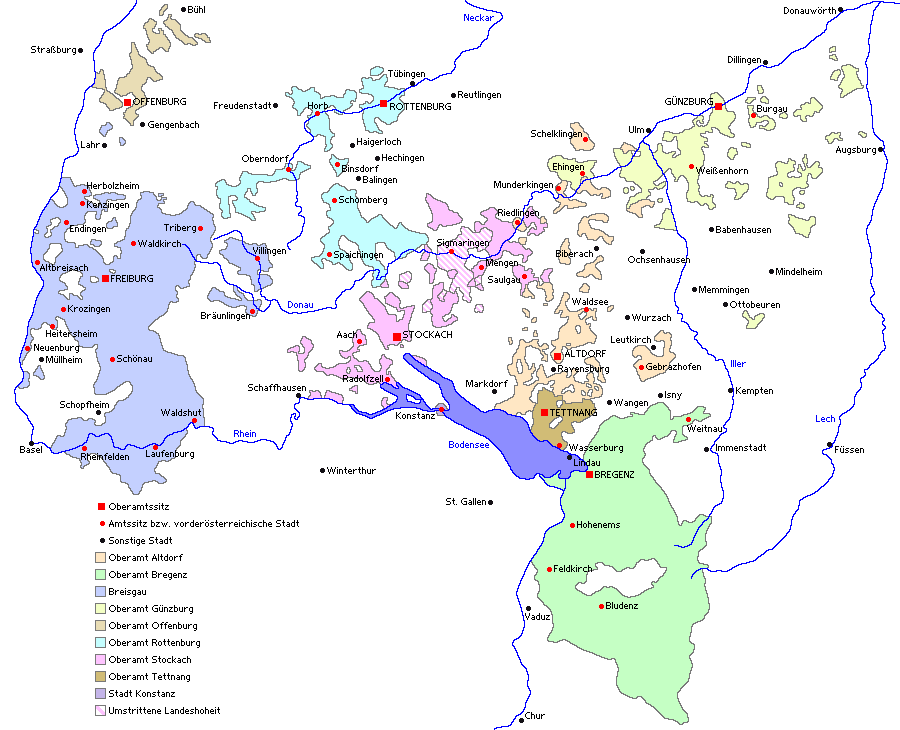
Karte von Vorderösterreich, dem habsburgischen Streubesitz im ehemaligen Herzogtum Schwaben

In der zweiten Hälfte des 15. Jahrhunderts sah sich das Haus Habsburg in seiner Substanz bedroht wie nie zuvor. Während der römisch-deutsche Kaiser Friedrich III. seit 1477 in einen katastrophal verlaufenden Krieg mit König Matthias Corvinus von Ungarn verwickelt war, gewannen die bayerischen Herzöge aus dem Haus Wittelsbach in Süddeutschland an Macht und Ansehen. Friedrich III. verlor schliesslich alle seine Ländereien an den König von Ungarn, musste fast völlig mittellos im Reich umherziehen und sich von Klöstern aushalten lassen. Sein Neffe, Herzog Sigmund von Österreich, verpfändete inzwischen die Grafschaft Tirol an die bayerischen Herzöge und verkaufte ihnen 1487 Vorderösterreich mit Ausnahme von Vorarlberg.
In dieser Situation schritt Kaiser Friedrich III. ein, setzte Sigmund unter Vormundschaft und vertrieb alle wittelsbachisch gesinnten Adligen aus dessen Ländern. Darunter befanden sich einige Herren, die im Burgrecht mit der Eidgenossenschaft standen, z. B. Graf Georg von Sargans und Graf Gaudenz von Matsch, die in der Eidgenossenschaft daraufhin Stimmung gegen Habsburg machten. Um den Wittelsbachern entgegenzutreten, vereinigten sich 1488 auf habsburgische Initiative die süddeutschen Reichsstädte, der in der Adelsgesellschaft des St. Georgenschilds vereinigte süddeutsche Adel, der Graf von Württemberg und die Lande Sigmunds, Vorderösterreich und Tirol, im Schwäbischen Bund. Die Eidgenossen schlugen die Einladung zum Beitritt aus. Der Schwäbische Bund war nun neben der Eidgenossenschaft und dem Herzogtum Bayern die stärkste Macht in Süddeutschland. Die Habsburger hofften, im Bündnis mit dem Schwäbischen Bund, die nach Norden über den Rhein und ins Elsass ausgreifende eidgenössische Bündnispolitik eindämmen zu können.
Kaiser Friedrich III. hatte in der Zwischenzeit seinen Sohn Maximilian 1486 zum römisch-deutschen König wählen lassen. Dieser war durch seine Ehe mit Maria von Burgund, der Tochter Karls des Kühnen, in den Besitz der Niederlande und des Herzogtums Burgund gelangt. 1487 konnte die Eidgenossenschaft Maximilian durch Verhandlungen dazu bringen, in einer sog. «Vereinigung» die Ewige Richtung anzuerkennen und zusätzlich alle Privilegien und rechtlichen Besitzstände der eidgenössischen Partner zu garantieren. Damit hatte zum ersten Mal ein habsburgisches Reichsoberhaupt die Existenz der Eidgenossenschaft sowie ihren rechtlichen und territorialen Besitzstand formal anerkannt. Die Eidgenossenschaft verpflichtete sich ihrerseits, für Maximilian «als römischem König alles zu tun, das sie als Untertanen des Reiches dem römischen König und dem heiligen Reich zu tun schuldig sind». Die Hinwendung der Eidgenossenschaft zum Reich wurde aber durch Frankreich und Ungarn hintertrieben, so dass 1488 bis auf Zürich, Bern, Zug und Solothurn alle eidgenössischen Stände die Unterzeichnung der Vereinigung mit Maximilian verweigerten. Schliesslich fiel diese Vereinigung völlig in sich zusammen, als 1491 die Eidgenossenschaft auf Betreiben Frankreichs einen Freundschafts- und Neutralitätsvertrag mit den Herzögen von Bayern abschloss.

### Die Konkurrenz zwischen eidgenössischen Reisläufern und schwäbischen Landsknechten

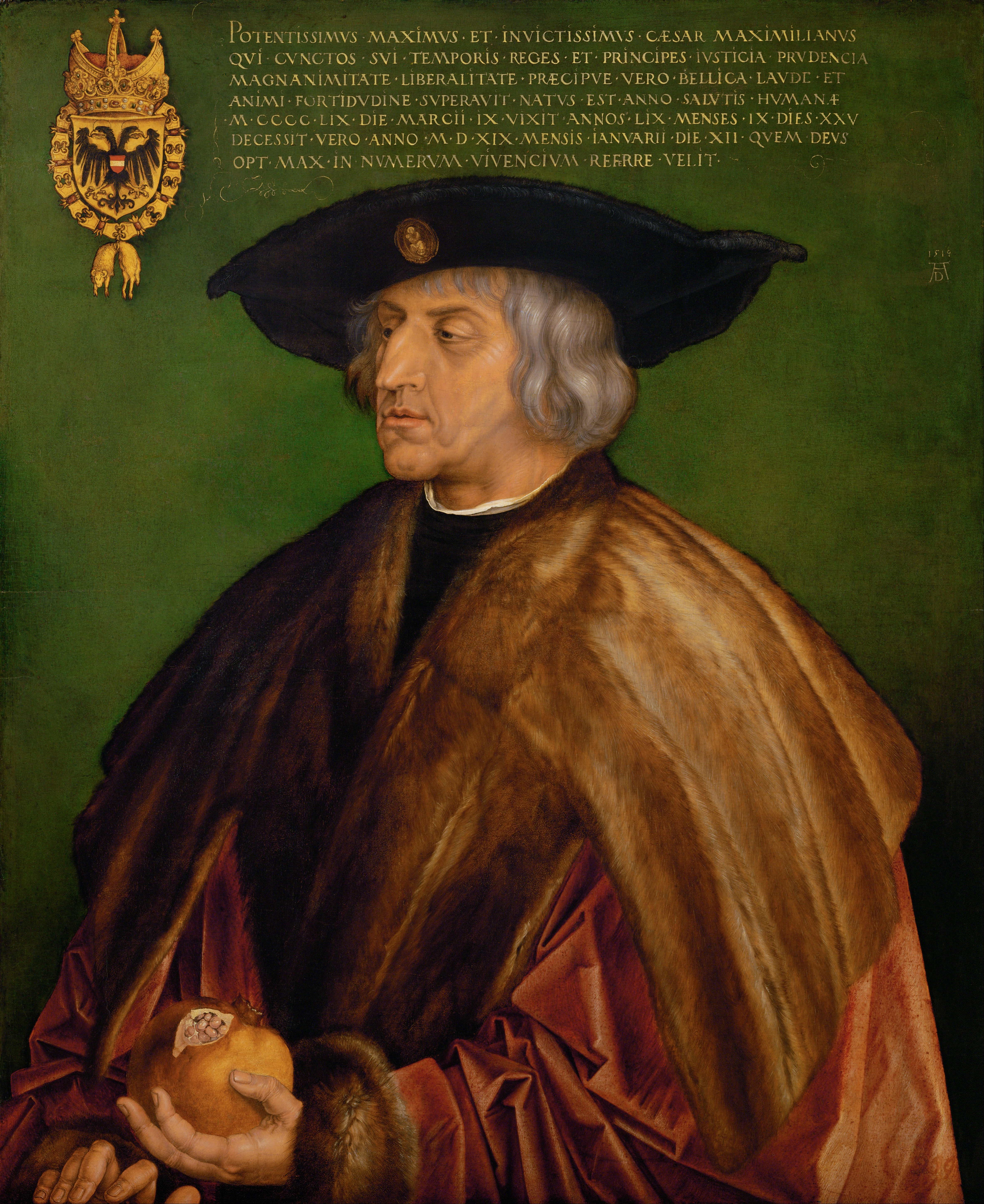
Maximilian I., seit 1486 römisch-deutscher König. Porträt von Albrecht Dürer

Die Konkurrenz Frankreichs mit Maximilian I. um das burgundische Erbe führte zu einer Reihe von Kriegen in Flandern und Burgund, schliesslich zum jahrhundertelangen habsburgisch-französischen Gegensatz. Die Eidgenossenschaft als Söldnerlieferant beider Parteien wurde unweigerlich in diesen Konflikt hineingezogen. In allen eidgenössischen Orten gab es eine französische und eine habsburgische Partei, die in teilweise gewaltsamer Konkurrenz um die Abschlüsse lukrativer Soldverträge standen. Während die Innerschweizer Orte eher zu Frankreich neigten, ergriffen Bern und Zürich eher die habsburgische Partei. Maximilian I. versuchte vergeblich, als Reichsoberhaupt das Reislaufen seiner eidgenössischen Untertanen nach Frankreich zu verhindern. Da die eidgenössischen Reisläufer in grösserer Zahl nach Frankreich zogen als zu Maximilian, begann dieser, verstärkt schwäbische Landsknechte anzuwerben. Zwischen den eidgenössischen und schwäbischen Söldnern entstand eine Konkurrenzsituation, die sich in unzähligen Schmähungen, Spottliedern und wechselseitigen Verratsbezichtigungen äusserte.
Die Bestrebungen Kaiser Friedrichs III., den Schwäbischen Bund immer weiter auszudehnen, provozierten die Eidgenossenschaft, die Südschwaben als ihre Einflusssphäre betrachtete. Der schwäbische Adel, die Reichsstädte und sogar das gemeine Volk wurden offenbar von einer antieidgenössischen Stimmung erfasst. Das lag einerseits daran, dass der süddeutsche Raum im 15. Jahrhundert oft unter den Kriegszügen der Eidgenossen zu leiden hatte, andererseits daran, dass die Eidgenossen die Hauptkonkurrenten der süddeutschen Städte in wirtschaftlicher Hinsicht waren. Es bestand ausserdem ein grosser Gegensatz zwischen den republikanisch-antiaristokratischen Schweizern und der Adelswelt Südschwabens. Als neuer Faktor kam nun die Konkurrenz der eidgenössischen Reisläufer mit den schwäbischen Landsknechten auf dem Söldnermarkt ins Spiel. Die Entstehung des starken Schwäbischen Bundes in Konkurrenz zum eidgenössischen Bund erfüllte die Städte, Landschaften und den Adel Schwabens mit Genugtuung und Stolz und gab ihnen neues Selbstbewusstsein. All diese Komponenten führten dazu, dass die Menschen nördlich und südlich des Rheins einander immer fremder wurden, begannen, Spottverse aufeinander zu dichten und einander als «Kuhschweizer» bzw. «Sauschwaben» zu bezeichnen.

### Die Reichsreform unter König Maximilian I.
Zwischen 1489 und 1491 erholte sich Habsburg in spektakulärer Weise von den früheren Fehlschlägen. Maximilian konnte endlich sein burgundisches Erbe antreten und erhielt 1490 Tirol und Vorderösterreich. Der plötzliche Tod von Matthias Corvinus entlastete Habsburg im Osten und gab Friedrich III. seine Lande wieder zurück. 1493 starb Friedrich III., womit Maximilian zum ersten Mal seit langer Zeit alle habsburgischen Territorien in einer Hand vereinigen konnte. Die Eidgenossenschaft wurde dadurch praktisch an der ganzen Nordgrenze zum unmittelbaren Nachbarn Habsburgs.
Maximilian I. betrieb als römisch-deutscher König die Stärkung der Zentralgewalt im Heiligen Römischen Reich. 1495 konnte er auf dem Wormser Reichstag eine Reichsreform durchsetzen. Die Reichsstände rangen dem König die Zustimmung zu einem Reichsregiment ab. Als Gegenleistung bewilligte der Reichstag eine allgemeine Reichssteuer, den Gemeinen Pfennig, um dem König Mittel zur Kriegsführung gegen Frankreich in Italien und gegen die Türken in die Hand zu geben. Um das Fehdewesen zu beenden, verkündete Maximilian in Worms zudem einen Ewigen Landfrieden, der von dem neu geschaffenen Reichskammergericht überwacht werden sollte. Die Eidgenossenschaft gehörte wohl formal noch immer zum Reich, anerkannte jedoch die dem alten Recht widersprechenden Wormser Beschlüsse nicht und hatte sich mit Ausnahme von der Reichsstadt Bern auch nicht am Reichstag vertreten lassen.
Wegen des St. Gallerkrieges von 1489/90 verhandelte das Reichskammergericht trotzdem Prozesse gegen St. Gallen und das Land Appenzell, die damit endeten, dass beide in die Reichsacht gesetzt wurden. Da St. Gallen der Leinwandhandel mit dem Reich damit unmöglich gemacht wurde, intervenierten die Eidgenossen mehrmals vergeblich beim Reichstag und bei Maximilian I., zuletzt 1497 in Innsbruck. Eine Einigung konnte nicht erreicht werden, da die Eidgenossen die Anerkennung des Gerichts verweigerten. Weitere ähnliche Prozesse liefen auch gegen Mülhausen und Rottweil, auf die als exponierte Verbündete der Eidgenossen nun ebenfalls Druck ausgeübt wurde, sich der Reichsreform zu unterwerfen.

## Kriegsausbruch

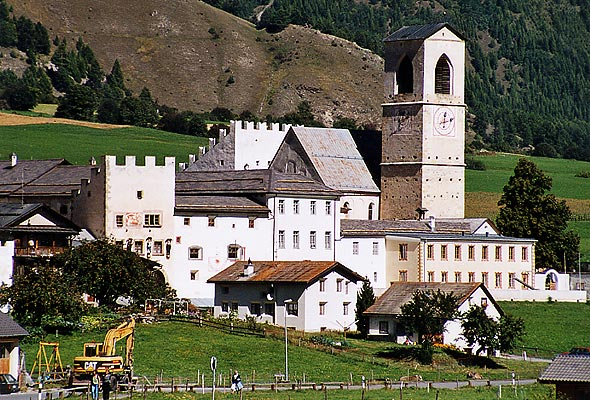
Das Kloster St. Johann im Münstertal

Anlass zum Krieg zwischen Maximilian und der Eidgenossenschaft bot die verworrene landesrechtliche Situation in Graubünden. Habsburg hatte bis 1496 acht Gerichte im Prättigau erworben und besass alte Rechte im Unterengadin, im Münstertal und im Vinschgau, die allerdings von den Bischöfen von Chur bestritten wurden. In diesen Gebieten habsburgischen Einflusses hatten sich zwei Bünde gebildet: Der Gotteshausbund der Untertanen des Bistums Chur und der Zehngerichtebund der ehemaligen toggenburgischen Herrschaften in Graubünden. Die Ansprüche Habsburgs drängten den Gotteshausbund 1498 zu einem Bündnis mit der Eidgenossenschaft; Bischof Heinrich von Chur, gleichzeitig Reichsfürst und Mitglied des Bundes, geriet damit zwischen die Fronten.

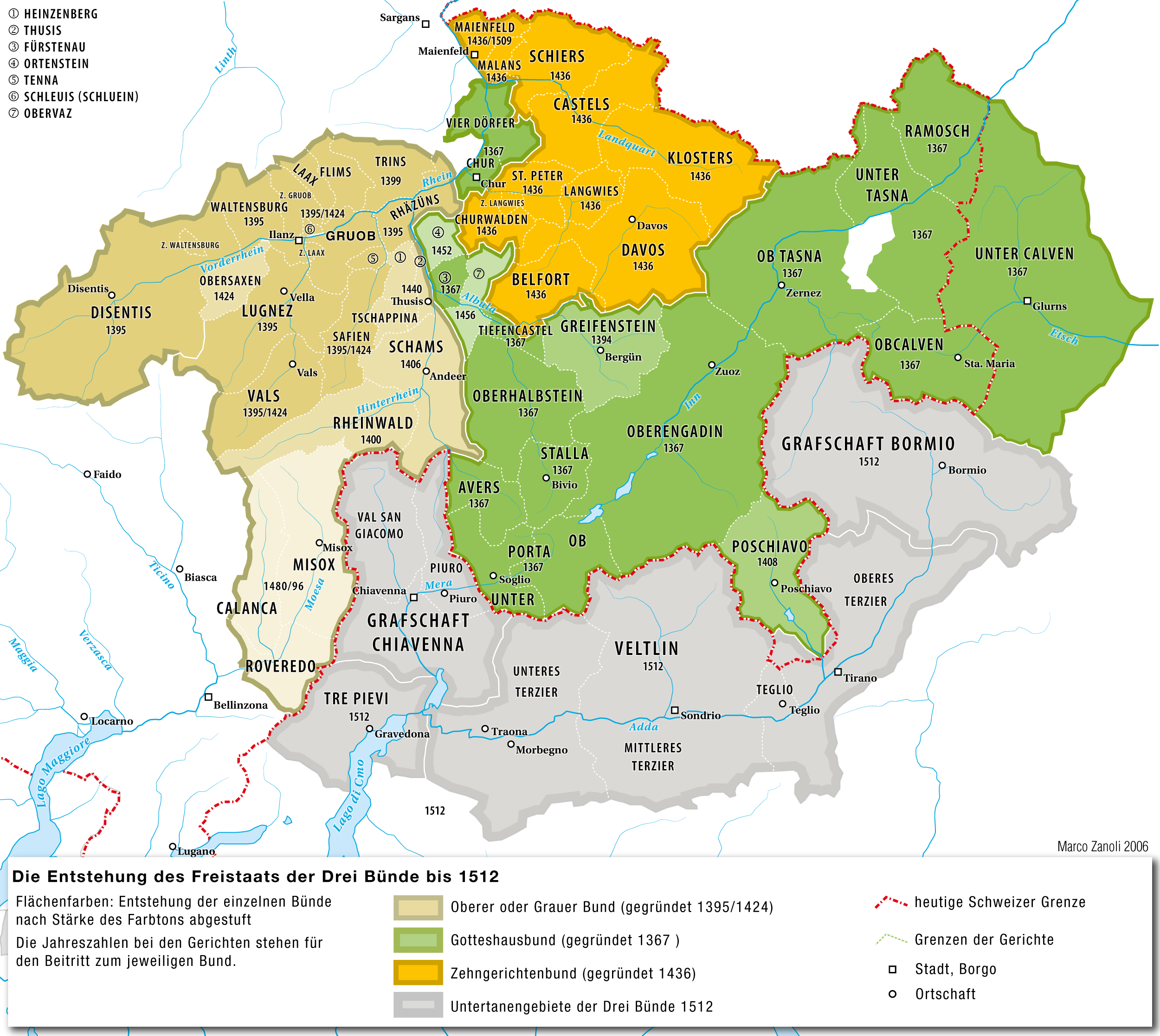
Die Entstehung der Drei Bünde in Graubünden

Auslöser des Schwabenkriegs war die Eskalation des Vinschgau-Konflikts im Winter 1498. Auf ein Eingreifen von Tiroler Truppen im Etschtal reagierte der Gotteshausbund Mitte Januar 1499 mit einer Besetzung des Münstertals. Im Januar 1499 liess der habsburgische Statthalter von Tirol den Vinschgau und das Münstertal militärisch besetzen, um seinen Anspruch gegen die bischöflichen Rechte und den Gotteshausbund durchzusetzen. Das eigentliche Ziel war dabei wohl die Sicherung des Umbrailpasses, der eine direkte Verbindung zwischen Innsbruck und Mailand ermöglichte. Diese Verbindung war für die Sicherung der militärischen Interessen Habsburgs in der Lombardei entscheidend. Während der Bischof von Chur mit Maximilian verhandelte und einen Waffenstillstand erreichte, rief der Gotteshausbund die Eidgenossen zu Hilfe, der Statthalter von Tirol den Schwäbischen Bund. Beide Seiten erreichten mit ihren Truppen das untere Rheintal bei Sargans bzw. Feldkirch noch Anfang Februar 1499. Obwohl am 26. Januar in Glurns ein Abkommen zwischen den Tiroler Landständen und Bischof Heinrich von Chur besiegelt wurde, das eine friedliche Streitbeilegung durch das Reichskammergericht vorsah, kam es zu Zusammenstössen zwischen schwäbischen Landsknechten und eidgenössischen Kontingenten bei Balzers. Dabei spielten offenbar Provokationen auf beiden Seiten eine Rolle. Am 6. Februar überschritt der Urner Hauptmann Heini Wolleb mit einem kleinen Kontingent kurzzeitig den Rhein und setzte einige Häuser in Brand. Dieser Zwischenfall gab den schwäbischen Truppen einen willkommenen Vorwand, am 7. Februar die Passstrasse von Balzers nach Maienfeld, den sogenannten St. Luzisteig, und auch Maienfeld selbst zu besetzen.
Die Berichte über diese erste Phase des Krieges sind widersprüchlich und verwirrend. Offenbar wollte eigentlich keine Seite den Konflikt. Der Schwäbische Bund und die Eidgenossenschaft standen sich nach dem 7. Februar 1499 waffenstarrend in einem Krieg gegenüber, den eigentlich niemand erklärt hatte. Maximilian hatte zu diesem Zeitpunkt sicher kein Interesse an diesem Konflikt, da er in Burgund und in Italien in einen langwierigen Krieg mit Frankreich verwickelt war.

## Kampfhandlungen

### Erste Zusammenstösse entlang des Rheins zwischen Basel und Maienfeld

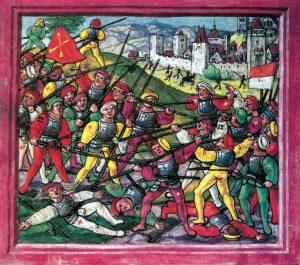
Darstellung des Gefechts am Bruderholz, links die Truppen des Schwäbischen Bundes, erkennbar am Andreaskreuz; rechts die Eidgenossen unter dem Banner von Solothurn

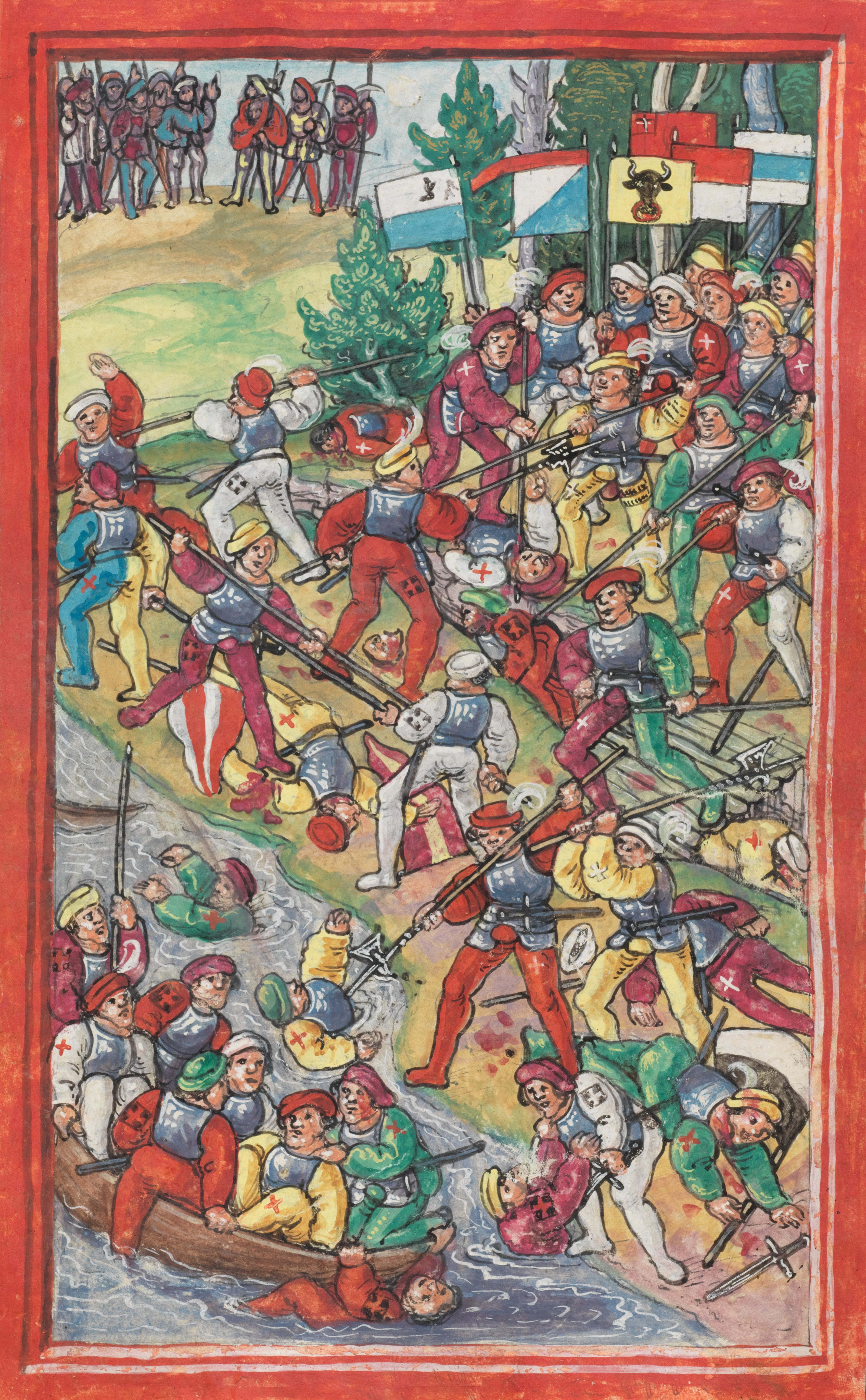
Darstellung des Gefechts bei Hard in der Luzerner Chronik von 1513

Am 11. und 12. Februar vertrieben die Eidgenossen und die Bündner die schwäbischen Bundestruppen vom St. Luzisteig und aus Maienfeld und stiessen ins heutige Fürstentum Liechtenstein vor. Im Gefecht bei Triesen wurde ein schwäbisches Aufgebot geschlagen, und die Eidgenossen zogen bis zum Bodensee vor. Bei Bregenz trafen sie am 22. Februar (Anm.: Auf der Übersichtskarte/Infokarte dieses Artikels ist das Datum dieser Schlacht falsch angegeben) auf ein weiteres feindliches Heer, das im Gefecht bei Hard vernichtet wurde. In der Zwischenzeit war ein anderes eidgenössisches Heer in den Hegau eingefallen und hatte zahlreiche Dörfer und Städte verwüstet und geplündert (Erster Hegauerzug). Die Eidgenossen zogen sich jedoch bald wieder über die Grenze zurück. Truppen des Schwäbischen Bundes überfielen erst einige Zeit später, am 22. März, das solothurnische Dornach, erlitten jedoch gegen ein eidgenössisches Heer beim Gefecht am Bruderholz eine vernichtende Niederlage.
Am 22. April liess Maximilian durch den Reichstag von Mainz die Reichsacht und den Reichskrieg gegen die Eidgenossenschaft verhängen.  Beide Seiten begannen daraufhin, Gebiete des Gegners entlang des Rheins zu plündern und zu verwüsten. Der Krieg wurde von beiden Seiten mit äusserster Grausamkeit auch gegen die Zivilbevölkerung geführt. Die eidgenössische Tagsatzung beschloss zudem am 11. März, dass in der Schlacht keine Gefangenen gemacht werden durften, d. h., dass jeder, der lebend in die Hände der Eidgenossen fiel, niedergemacht («abgetan») werden musste. Die Massnahme zielte auf die Schlachtendisziplin der kämpfenden Truppe und sollte verhindern, dass sich einzelne Kämpfer nach Gefangennahme eines überwältigten Gegners unkontrolliert vom Schlachtfeld zurückzogen und damit den Schlachtenerfolg gefährdeten. (In anderen Konflikten wie den Burgunderkriegen hatten die Eidgenossen durchaus das übliche Geschäft mit Lösegeldern für die Gefangenen betrieben.) Damit dieser drastische Beschluss auch von der Truppe umgesetzt würde, liess man ihn explizit durch alle Truppenkontingente beschwören, was offenbar, wie die teilweise sehr hohen Opferzahlen auf schwäbischer Seite zeigen, seine Wirkung nicht verfehlte.

### Die Entscheidung im Osten: Triboltingen/Schwaderloh, Frastanz und Calven
Am 11. April 1499 versuchte der Schwäbische Bund einen grösseren Angriff auf den Thurgau. Westlich von Konstanz wurden die Dörfer bis Ermatingen und Mannenbach geplündert. Als die eidgenössischen Truppen in der so genannten Schlacht bei Schwaderloh in der Nähe von Triboltingen auf das schwäbische Heer stiessen, wurde dieses vernichtend geschlagen. Etwa 1300 Schwaben, darunter 150 Bürger von Konstanz, starben, und die Eidgenossen erbeuteten die gesamte Artillerie und den Tross. Darauf zogen die Eidgenossen am 17. April erneut in den Klettgau und den Hegau und plünderten mehrere Städte, so Tiengen und Stühlingen (Zweiter Hegauerzug). Der ganze Krieg ist eigentlich durch solche kleineren Überfälle und Plünderungen charakterisiert, die immer wieder durch grössere Schlachten unterbrochen wurden. Am 20. April traf eine solche Expedition der Eidgenossen im Vorarlberg bei Frastanz auf Befestigungen des Schwäbischen Bundes, die ein Eindringen des Feindes ins Montafon und nach Feldkirch verhindern sollten. Die Schlacht bei Frastanz ging aber ebenfalls siegreich für die Eidgenossen aus. Sie wird als einer der entscheidenden Kämpfe des Schwabenkrieges angesehen.

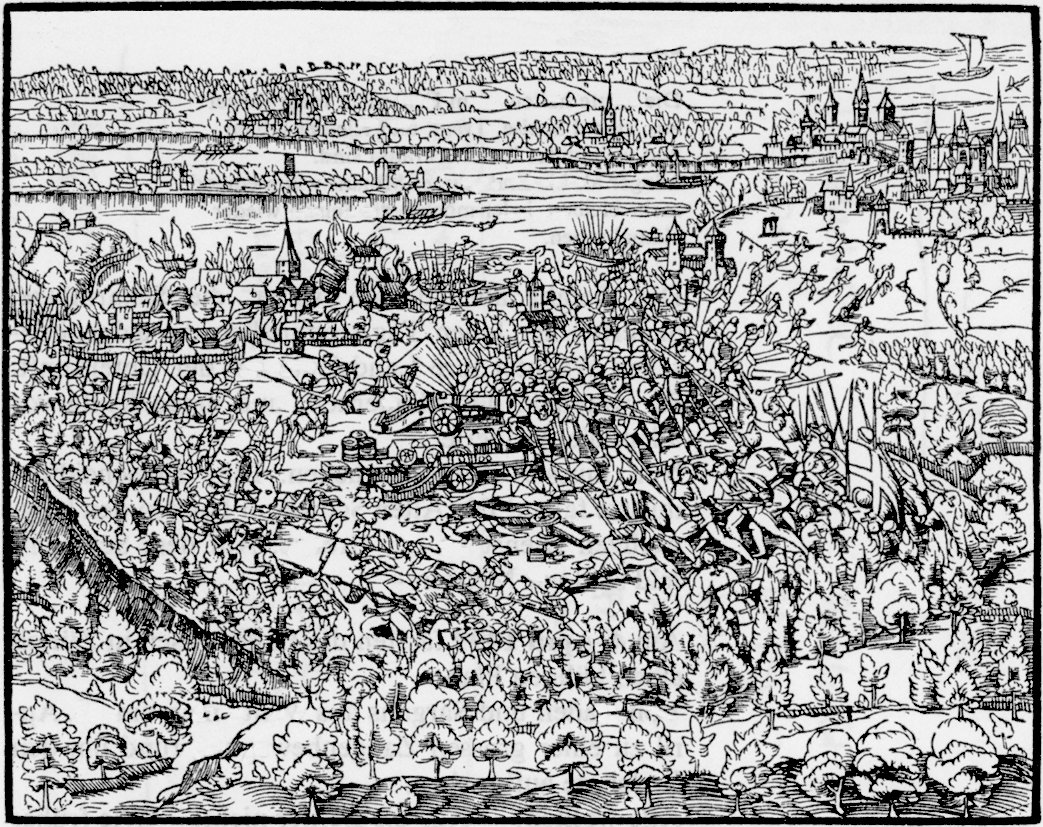
Die Schlacht bei Schwaderloh in der Stumpfschen Chronik

Maximilian hatte sich in der Zwischenzeit von den Niederlanden nach Konstanz begeben. Da sein Aufruf zum Reichskrieg gegen die Eidgenossenschaft nicht die erhoffte Resonanz zeigte, konnte er nicht genügend Truppen für einen Angriff vor Ort zusammenbringen. Er beschloss deshalb eine Attacke auf das weit vom nördlichen Schauplatz entfernte Münstertal, da die Eidgenossen immer noch im Sundgau und am Rhein gebunden waren. Am 21. Mai stiessen die Eidgenossen zum dritten Mal mit einem Heer in den Hegau vor, wichen jedoch vor einem starken Heer des Schwäbischen Bundes ohne eine Schlacht wieder über den Rhein zurück. Bevor Maximilian seine Armee, die bei Glurns im Vinschgau lag, genügend verstärken konnte, griffen die Bündner mit eidgenössischer Unterstützung an und schlugen am 22. Mai die habsburgische Streitmacht in der Schlacht an der Calven. Die überwältigten Gegner wurden unter grausamen Massakern – begleitet von Plünderungen und Verwüstungen – bis weit in den Vinschgau hinunter verfolgt. Maximilian traf eine Woche später ein und verwüstete mit seiner Truppe in einer Racheaktion das Engadin, musste aber bald wieder vor anrückenden eidgenössischen Truppen zurückweichen.

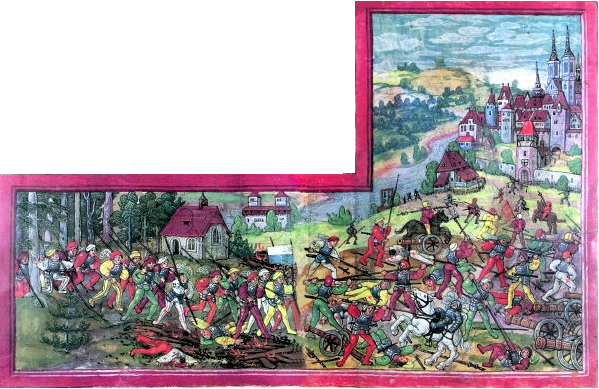
Die Schlacht bei Schwaderloh vor den Toren von Konstanz am Bodensee

Da der Schwäbische Bund aus Angst vor Einfällen der Eidgenossen in sein Gebiet keine Kräfte zur Unterstützung Maximilians nach Graubünden entsenden wollte, musste er wieder in den Bodenseeraum zurückkehren. Im Juli traf endlich das Reichsheer in Konstanz ein und wurde von Maximilian am 16. Juli persönlich gemustert. Es umfasste um die 2500 Reiter und 10'000 Fussknechte. Zahlreiche Fürsten waren persönlich angereist, so Herzog Georg von Baiern-Landshut, Albrecht von Sachsen, Markgraf Friedrich von Brandenburg-Ansbach, Graf Ludwig von der Pfalz, Markgraf Christoph von Baden und Herzog Ulrich von Württemberg. Die Eidgenossen erwarteten nun einen neuerlichen Vorstoss in den Thurgau, und sie versammelten noch einmal ein grosses Heer bei Schwaderloh (seinerzeit noch Schwaderloch genannt). Maximilian blieb jedoch untätig. Der Grund dafür ist unklar, wahrscheinlich lag er darin, dass man sich im Rat der Fürsten einerseits nicht auf einen Plan einigen konnte und andererseits das Heer der Eidgenossen zu stark schien. Am 22. Juli verliess Maximilian das Lager bei Konstanz und fuhr mit einigen Truppen nach Lindau. Unterwegs landeten die Truppen bei Rheineck, griffen Rorschach an und plünderten das Städtchen. Als der König Konstanz verliess, zog der grösste Teil der Bundestruppen wieder ab. Am 25. Juli kam es dabei bei Thayngen zu einem letzten Scharmützel. Die schwäbischen Truppen marschierten gegen Schaffhausen, als sie bei der Plünderung von Thayngen auf überraschend starken Widerstand trafen. Der Angriff wurde von rund 30 im befestigten Kirchturm verschanzten einheimischen Bauern wohl 17 Stunden lang, bis zu ihrem Tod durch Sprengung des Turmes, aufgehalten, als eine 800 Mann starke eidgenössische Entsatztruppe von Schaffhausen her gefährlich näher rückte. Daraufhin zog sich das schwäbische Ritterheer kampflos zurück, obwohl es zahlenmässig überlegen war.

### Die Entscheidung im Westen: Dornach
Die Entscheidung im Schwabenkrieg fiel schliesslich im Westen. Dort hatten die Bundestruppen zwar in der Zwischenzeit einmal einen Vorstoss bis zum Hauenstein in solothurnisches Gebiet gewagt und dabei bei Laufen an der Birs ein eidgenössisches Kontingent geschlagen, aber ausser der Rückeroberung des Birstales keine weiteren Erfolge verbuchen können.

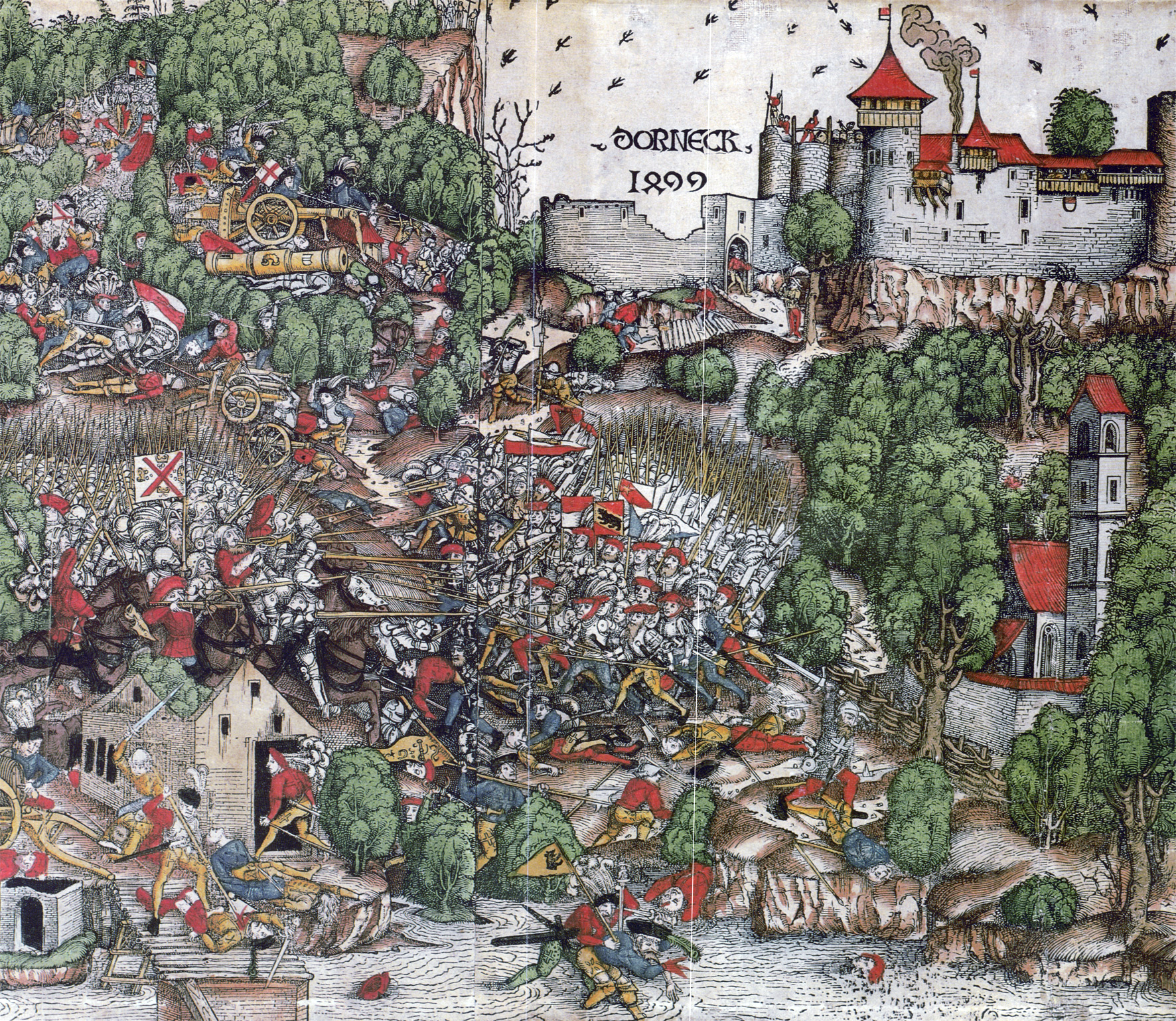
Die Schlacht bei Dornach auf einem zeitgenössischen Holzschnitt

Die lange Dauer des Krieges ohne Entscheidung setzte Maximilian ab Mitte Juli finanziell unter Druck, da die geldrischen Söldner in diesem westlichen Heer wegen ausstehenden Solds mit ihrem Abzug drohten. Aus einem Bericht des Kommandanten, des Grafen Heinrich von Fürstenberg, geht hervor, dass er monatlich für die etwa 1000 Pferde starke «Welsche Garde» 6000 Gulden, für die Fussknechte 4000 und für die Herren und Ritter mit ihren Knechten 2000 Gulden benötigte. Auch die schwäbischen Landsknechte wurden unruhig, da die Ernte bevorstand und ein Kriegsende immer noch nicht in Sicht schien. Nach einer Beratung mit allen anwesenden Fürsten in Ensisheim vom 4. bis 10. Juli wurde deshalb ein Angriff auf Solothurn beschlossen mit dem Ziel, alles Gebiet bis zur Aare hin zu erobern und zu plündern. So konnte das Heer wenigstens mit Beute ruhiggestellt werden.
Der Hauptangriff erfolgte bei Basel. Das Hauptheer von um die 10'000 Mann zog unter dem Kommando Heinrichs von Fürstenberg vom Lager bei Altkirch zur solothurnischen Festung Dorneck, die erobert werden sollte, um den Übergang über den Hauenstein zu ermöglichen. Die Eidgenossen zogen ihm mit hastig zusammengezogenen 6000 Mann, vor allem den Solothurnern unter Niklaus Konrad, entgegen und überraschten die schwäbischen Truppen noch während der Belagerung. In der Schlacht bei Dornach errangen die Eidgenossen den entscheidenden Sieg, als rund 1200 Luzerner und Zuger eintrafen und den Ausschlag in einem mehrstündigen Kräfteringen gaben. Nach schweren Verlusten wandte sich das schwäbische Heer zur Flucht und liess erneut den gesamten Tross sowie die Artillerie zurück. Heinrich von Fürstenberg und um die 3000 weitere Ritter und Söldner blieben tot auf dem Schlachtfeld. Die Eidgenossen verloren um die 500 Mann.

## Friedensverhandlungen und Ende des Krieges

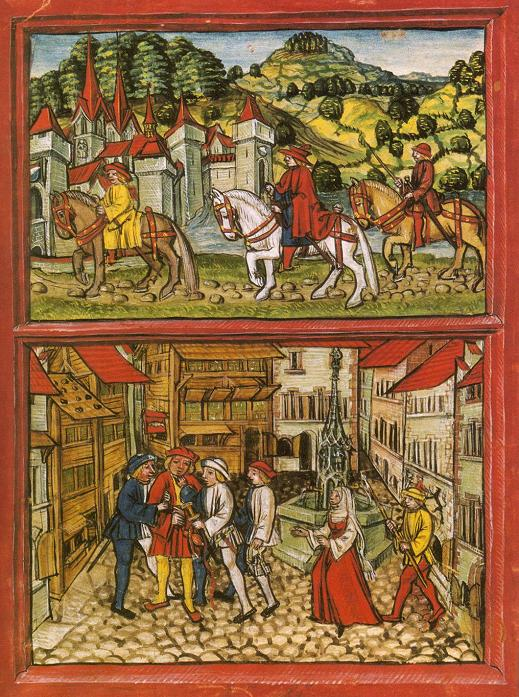
Der Bruder des Mailänder Herzogs Ludovico Sforza reist 1499 nach Zürich, um Söldner zu werben (Luzerner Schilling)

Nach der Schlacht bei Dornach hatte die schwäbische Ritterschaft das Vertrauen in die militärischen Fähigkeiten Maximilians verloren und verweigerte die Aufstellung einer neuen Armee. Der Schwäbische Bund hatte bisher einen drastisch höheren Blutzoll als die Eidgenossen bezahlt, Südschwaben war wiederholt verwüstet und geplündert worden, und praktisch die gesamte Artillerie war an die Eidgenossen verloren gegangen. Auch die Eidgenossen unternahmen Ende Juli keine weiteren Kriegszüge mehr, da die Ernte anstand. Ein erstes Friedensangebot Maximilians im August lehnten sie jedoch noch ab.
Schliesslich wurde der Schwabenkrieg durch Ereignisse jenseits der Alpen zu einem Ende gebracht. Während Maximilian mit der Eidgenossenschaft beschäftigt war, hatte der französische König Ludwig XII. das Herzogtum Mailand weitgehend unter seine Kontrolle gebracht. Der Mailänder Herzog, Ludovico Sforza, wollte gegen die Franzosen sowohl König Maximilian I. als auch die Eidgenossen für sich gewinnen und vermittelte deswegen zwischen den Parteien: Ohne Friede war es weder möglich, Schweizer Söldner noch schwäbische Landsknechte für einen Feldzug gegen Ludwig XII. zu werben, mit ging beides gleichzeitig.
In der Tat: Obwohl französische Agenten bei der eidgenössischen Tagsatzung eine Einigung zu verhindern suchten, gelang dem Mailänder mit reichlich Bestechungsgeld die Vermittlung. Am 22. September 1499 wurde der Friede zu Basel zwischen Maximilian und den Eidgenossen besiegelt. Im Friedensvertrag war nun keine Rede mehr von einem Reichskrieg, sondern nur noch von einem Krieg zwischen zwei Reichsständen: Maximilian trat demgemäss nur in seiner Eigenschaft als Erzherzog von Österreich und Graf von Tirol auf, auf der anderen Seite stand Bischof Heinrich von Chur.
Der Frieden zu Basel bestätigte die habsburgischen Rechte in den acht Gerichten des Prättigau, sprach die Hohe Gerichtsbarkeit im Thurgau den Eidgenossen zu und etablierte eine Schiedsgerichtsbarkeit für Streitigkeiten zwischen Habsburg und den Eidgenossen. Deren einziger territorialer Gewinn war das Thurgauer Landgericht, das die eidgenössische Herrschaft über den Thurgau endgültig festigte. Nicht erwähnt wurde das Verhältnis der Eidgenossen zum Reich. Es wurde lediglich festgelegt, dass der deutsche König alle Acht und Prozesse und Beschwerden, die vor und während des Krieges verhängt oder eingeleitet worden waren, aufzuheben habe «und dass sonst in betreff aller anderen Sachen, so hierin nicht begriffen sind, beide Teile bleiben sollten, wie sie vor dem Kriege bestanden und herkommen sind», also der rechtliche Status quo ante wiederhergestellt werden sollte. Damit wurde das Reichskammergericht gegenüber der Eidgenossenschaft lahmgelegt und der faktisch unabhängige Status der Eidgenossenschaft vor dem Konflikt eigentlich anerkannt. Die Beschlüsse der Reichsreform wurden in der Eidgenossenschaft deshalb nie umgesetzt. Die Reichsstädte Basel und Schaffhausen traten hingegen 1501 der Eidgenossenschaft bei.

## Fazit

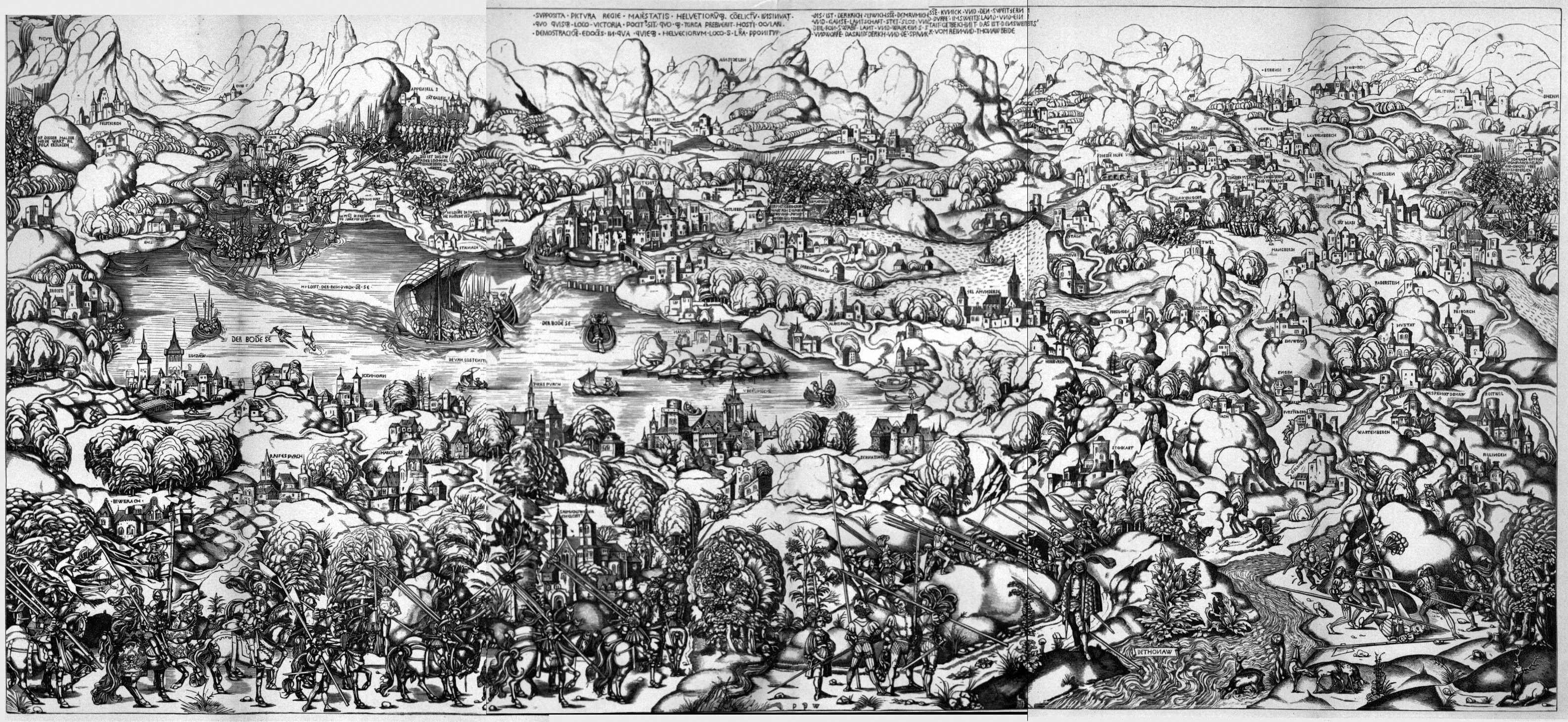
Darstellung des Schwaben-/
Schweizerkrieges des Meisters P.P.W. ca. 1500

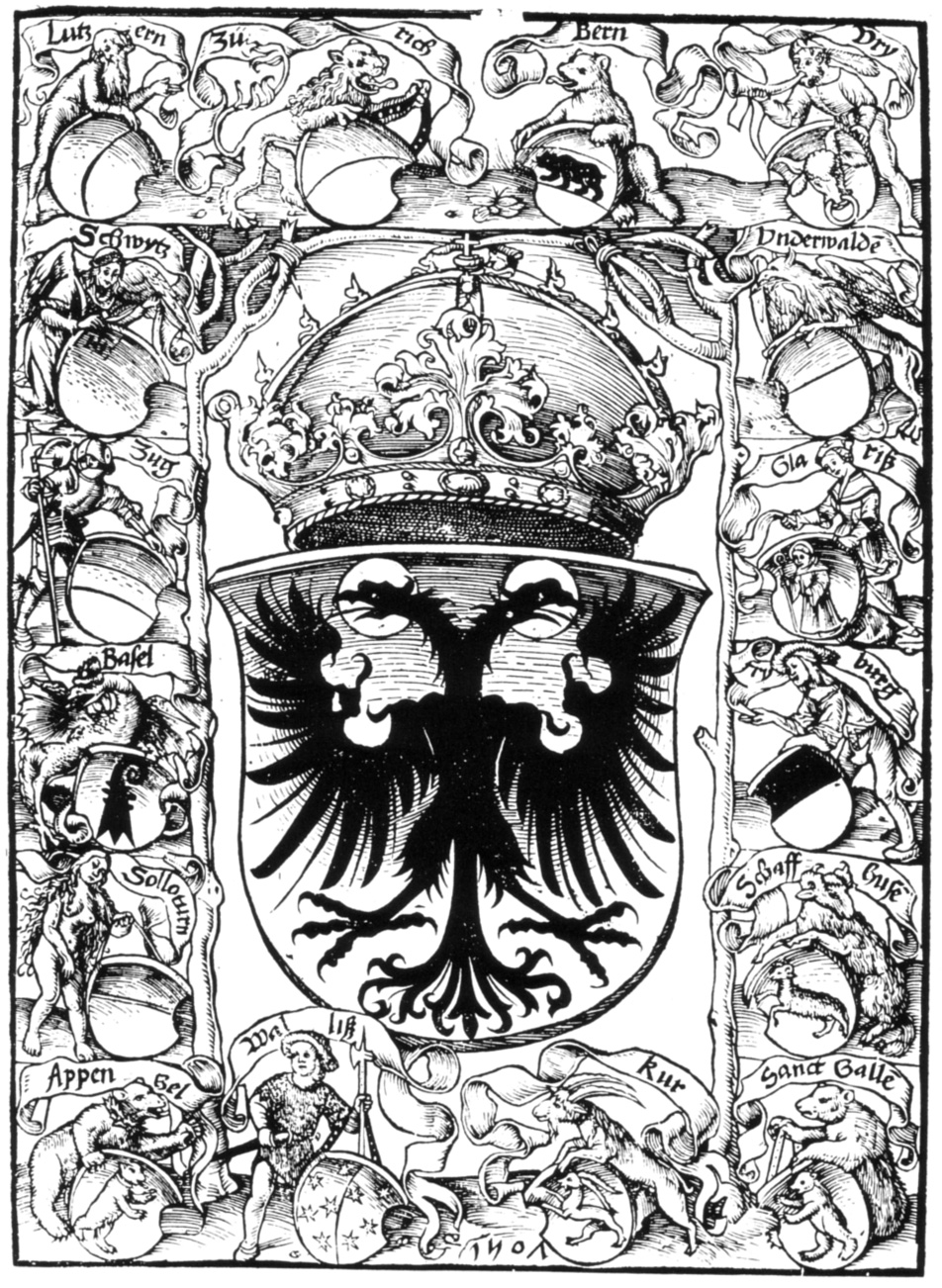
Titelblatt der ersten Schweizer Chronik von P. Etterlin von 1507.
In der Mitte der Reichsadler, umgeben von den Wappen der eidgenössischen Orte und der wichtigsten Verbündeten. Die Verwendung des Reichsadlers zeigt, dass von einer völligen Loslösung der Eidgenossenschaft vom Reich keine Rede sein konnte.

Durch den Schwabenkrieg konnte die Eidgenossenschaft erfolgreich ihre Selbständigkeit innerhalb des Heiligen Römischen Reiches verteidigen. Rechtlich gesehen blieb sie aber bis zum Westfälischen Frieden von 1648 Teil des Reiches. Der Reichsadler wurde deshalb weiter in der Schweiz verwendet, wenn die Wappen der einzelnen Landschaften, Reichsstädte oder aller eidgenössischen Orte insgesamt dargestellt wurden, da sie sich als reichsunmittelbare Stände des Reiches begriffen. Schliesslich war das Königtum Quelle aller Privilegien, Rechte und der eigentlichen Staatlichkeit aller Glieder der Eidgenossenschaft. Im 19. Jahrhundert wurde trotzdem das Resultat des Schwabenkrieges dahingehend interpretiert, dass mit dem Frieden zu Basel die «faktische Unabhängigkeit» vom Reich erreicht worden sei.
Territorial hatte der Friede vor allem eine bedeutende Folge: Die Landgerichtsbarkeit über den Thurgau ging von der Reichsstadt Konstanz an die Eidgenossenschaft, womit der Rhein und der Bodensee als Nordgrenze und Abschluss des Territoriums der Eidgenossenschaft erreicht wurden. Konstanz selber blieb definitiv ausserhalb der Eidgenossenschaft.
Die Eidgenossenschaft und die Zugewandten Orte rückten durch den Sieg über Habsburg und die gemeinsam erlebte Bedrohung innerlich enger zusammen. Der Begriff «Schweizer» als Kollektivbezeichnung für alle Eidgenossen und Zugewandten setzte sich im Schwabenkrieg nicht zuletzt deshalb endgültig auch in der Eidgenossenschaft selbst durch. «Schweizer» wurden die Eidgenossen zwar seit dem 14. Jahrhundert von deutschen Chronisten genannt. Der Name des Kantons Schwyz hat sich dabei auf alle übrigen Eidgenossen übertragen. Für viele Eidgenossen, vor allem aus den Städten, erschien dies anfänglich als Beleidigung, da sie nicht mit den Bauern aus Schwyz in einen Topf geworfen werden wollten. «Schweizer» wurde nämlich in Süddeutschland und in den habsburgischen Landen oft mit dem Zusatz «Kuh-Schweizer» verwendet, um auf die bäuerliche, nichtaristokratische Herkunft der Eidgenossen hinzuweisen. Ausserdem enthielt der Begriff auch eine Anspielung auf angebliche sodomistische Praktiken der Bauern mit ihren Kühen. Paradoxerweise wurde der Schimpfname durch den Burgunder- und den Schwabenkrieg in ganz Europa verbreitet und auch in der Eidgenossenschaft selber populär. Die Beschimpften trugen den Schimpfnamen, gestärkt durch ihre Erfolge, mit Stolz (siehe Melioration). Als amtliche Bezeichnung setzte sich jedoch die Staatsbezeichnung «Schweiz» nie durch. Seit dem 17. Jahrhundert war die Kombination «Schweizerische Eidgenossenschaft» am weitesten verbreitet und wurde 1803 zur offiziellen Bezeichnung des unter Aufsicht Napoleons neu gestalteten Staatswesens.
Durch den Frieden zu Basel und die Aufnahme Basels und Schaffhausens in die Eidgenossenschaft 1501 wurde die Nord- und Ostgrenze der Eidgenossenschaft bis auf wenige kleinere Korrekturen bis 1798 festgelegt. Die Anerkennung des Besitzstandes der Eidgenossen durch König Maximilian I. bedeutete auch umgekehrt den Verzicht der Eidgenossenschaft auf eine weitere Ausdehnung nach Norden durch den Abschluss weiterer Burgrechte und Bündnisse mit Landschaften und Städten, wie dies bis anhin die Praxis gewesen war. Der Schwabenkrieg war damit die letzte grosse Auseinandersetzung zwischen der Eidgenossenschaft und Habsburg bis in die napoleonische Zeit.
Trotz mehreren erfolgreichen Eroberungs- und Plünderungszügen eidgenössischer Kontingente in den Sundgau, Klettgau und den Hegau konnten durch den Schwabenkrieg keine grösseren Gebietsgewinne realisiert werden. Solothurn, Schaffhausen und Zürich versuchten zwar mehrfach, die anderen Eidgenossen zur längerfristigen Besetzung und Sicherung der Eroberungen zu bewegen, das Misstrauen zwischen den Land- und den Stadtkantonen verhinderte aber jeden langfristigen Gebietserwerb. Die Grausamkeit der Kriegsführung entfremdete zudem die Bevölkerung der Grenzgebiete der Eidgenossenschaft, so dass mit der Unterstützung einer Annexion durch die lokale Bevölkerung nicht mehr zu rechnen war.